# 窦琎
窦琎（？—633年），字之推，扶风郡平陵县（今陕西省咸阳市秦都区）人，祖籍河南郡洛阳县（今河南省洛阳市东），隋朝、唐朝官员。

## 生平
窦琎性情沉稳敦厚，擅长草书和隶书，很是懂得音律，历任颍川郡、南郡、扶风郡太守。义宁元年（617年），平凉的奴贼几万人包围扶风郡，窦琎坚守，贼人几个月无法攻克城市，贼军粮食吃完。丘师利派他弟弟丘行恭率领五百人背着粮食、牵着牛、拿着酒到奴贼的军营，奴贼的首领深深施礼，丘行恭挥刀把奴帅杀死，对贼众说：“你们都是良人，为什么奉奴为主，让天子都说你们是奴贼？”大家都跪拜在地说“愿意侍奉您！”丘行恭就率领这些人和丘师利在渭北一同谒见李世民。义宁元年十二月，薛举派遣自己的儿子薛仁果进攻扶风郡，唐弼占据汧源抵抗薛仁果。薛举派遣使者招降唐弼，唐弼就杀死李弘芝向薛举请求归降。薛仁果乘唐弼没有防备，袭击并攻取了汧源，收编了唐弼的全部部众。唐弼率领几百名骑兵逃到扶风郡请求投降，窦琎杀死了唐弼。李渊平定京城后，窦琎于义宁元年十二月丁酉（618年1月22日）献出扶风郡归附，李渊任命窦琎为户部尚书、上柱国，封燕国公。义宁二年（618年）正月，李渊任命窦琎为左元帅李建成的左元帅府掾。之后窦琎历任礼部尚书，武德元年六月甲戌朔（618年6月28日），李渊接受禅让建立唐朝，窦琎再任户部尚书。窦琎之后跟随秦王李世民平定薛仁杲，获赐锦袍。很快窦琎出任益州行台仆射，镇守益州，当时蜀中还有很多盗贼，窦琎屡次出兵将盗贼讨伐平定。窦琎在蜀中与鄜州大都督府长史皇甫无逸不和，屡次请求回朝。唐高祖征召窦琎回朝，半路又诏令窦琎回到益州。窦琎不得志，就在路边山上题字，用来申诉郁积。有使者到益州，窦琎在卧室中宴请他，并赠送薄有花纹的丝织品。皇甫无逸将此事上奏，窦琎被定罪免官。不久，窦琎出任秘书监，封邓国公。贞观初年，窦琎出任太子詹事，之后出任将作大匠，贞观五年（631年），唐太宗李世民命令窦琎修建洛阳的宫殿，窦琎在洛阳宫殿中开凿池塘造起假山，雕饰很华丽，徒费功力，唐太宗大怒，立即下令毁掉，窦琎被定罪免官，恰逢酆王李元亨娶窦琎的女儿为王妃，窦琎很快就恢复官职，加右光禄大夫。贞观七年（633年），窦琎去世，朝廷赠予礼部尚书，谥号安。窦琎很通晓音乐，武德年间与太常少卿祖孝孙接受诏令制定正声雅乐，窦琎讨论出处典故，撰写《正声调》一卷，流传于世。

## 其他
窦琎大哥窦抗的住所位于长安城的延康坊，开皇十年（590年）时，窦抗舍宅立为静法寺，寺西有木浮圈，是窦琎为母亲成安公主修建，重叠绮丽，高一百五十尺，都是砍伐窦抗园中梨树取的木材。
窦琎是一名佛教徒，为父亲安丰公窦荣定，母亲成安公主各抄写《妙法莲华经》一部，用搴池内白莲花的叶子捣成汁制成纸张，在自己心脏的位置刺出血，用血作为墨汁书写佛经，窦琎一直不允许此事外传，该佛经于惠详撰写《弘赞法华传》时期仍存在。
武德四年（621年）十一月，起居舍人令狐德棻建议唐高祖修订前朝的史书，唐高祖认为有道理。武德五年十二月二十六日（623年2月1日），唐高祖诏令中书令萧瑀、给事中王敬业、著作郎殷闻礼编修北魏史，侍中陈叔达、秘书丞令狐德棻、太史令庾俭编修北周史，兼中书令封德彝、中书舍人颜师古编修隋朝史，大理卿崔善为、中书舍人孔绍安、太子洗马萧德言编修南梁史，太子詹事裴矩、兼吏部郎中祖孝孙、前秘书丞魏徵编修北齐史，秘书监窦璡、给事中欧阳询、秦王文学姚思廉编修南陈史。接受诏令后，历时数年，史书最终没能完成而停止了。

## 家庭

### 父母
- 窦荣定，隋朝上柱国、左武卫大将军、陈懿公
- 成安公主，追尊隋武元帝杨忠长女，隋文帝杨坚大姐

### 兄弟姐妹
- 窦抗，唐朝光禄大夫、左武候大将军、陈容公
- 窦庆，隋朝上柱国、南郡太守、陈国公
- 窦宪，隋朝安康郡公
- 窦氏，嫁隋朝上柱国、使持节、秦州诸军事、秦州总管、潭州总管、左武卫大将军、河北郡开国公张辩
- 窦氏，嫁隋朝大将军、郑瀛二洲刺史、朔夏二州总管、秦川郡开国公李绘

### 子女
- 窦普行，唐朝饶州刺史、邓国公
- 窦大石，嫁唐朝司空、扬州都督、河间元王李孝恭
- 窦氏，嫁唐朝散骑常侍、金州刺史、酆悼王李元亨

## 延伸阅读
[在维基数据编辑]
 《新唐書·卷095》，出自《新唐書》